# Daphnis layardii
Daphnis layardii är en fjärilsart som beskrevs av Moore 1882. Daphnis layardii ingår i släktet Daphnis och familjen svärmare. Inga underarter finns listade i Catalogue of Life.